# Ophichthus tchangi
Ophichthus tchangi is een straalvinnige vissensoort uit de familie van slangalen (Ophichthidae). De wetenschappelijke naam van de soort is voor het eerst geldig gepubliceerd in 2002 door Tang & Zhang.